# Перчаточный валлаби
Перчаточный валлаби (лат. Notamacropus irma) — вид сумчатых из семейства кенгуровых.
Эндемик Австралии, где обитает в штате Западная Австралия. Встречается в открытом редколесье, скрэбе, на пустошах, открытых равнинах и среди низкорослых кустарников. Избегает пастбищ и лесов с густым подлеском.
Тело длиной 120 см, хвост длиной 54—97 см, масса 7—9 кг. Окраска меха от бледно-серого до средне серого с резкой белой лицевой полосой, уши чёрные снаружи и белые внутри, верхние и нижние конечности чёрные. Длинный хвост имеет чёрную кисточку. Передвигается быстро с низко опущенной головой и вытянутым хвостом.
Перчаточные валлаби ведут сумеречный и ночной образ жизни. Наибольшая активность наблюдается рано утром и поздно вечером. В жаркое время суток отдыхают в одиночку или парами в тени кустов или в небольших зарослях. Вероятно, могут обходиться без питья. Питаются преимущественно травой, три самых распространённых растения в рационе — Carpobrotus edulis, Cynodon dactylon, Nuytsia floribunda.
Сезон размножения точно не определён, но детёныши рождаются в апреле-мае, а показываются из сумки в октябре или ноябре.